# Economia de Kenya
El desenvolupament econòmic de Kenya es veu afectat pels alts índexs de corrupció i per la dependència de productes primaris amb baixos preus en el mercat internacional. El producte interior brut de Kenya va arribar al 6,5% a l'any en la primera dècada després de la independència. La dècada següent va ser de menys del 4% a l'any, i després d'un 1,5% a l'any durant els anys 1990.
El 1997 el Fons Monetari Internacional va suspendre l'ajuda al país a causa del fracàs del govern a reduir la corrupció. Durant els anys 1999 i 2000 la situació va ser agreujada per una sequera que va afectar durament l'agricultura. El 2004 el creixement anual va tornar a pujar cap a més d'un 5%.
El desembre 2002 van passar eleccions generals que van cloure els 24 anys de govern de Daniel Arap Moi. L'oposició va guanyar les eleccions amb grans desafiaments a afrontar. Després d'algun progrés en el combat a la corrupció, el govern de Mwai Kibaki es va veure implicat en escàndols el 2005 i el 2006. El 2006 el FMI va endarrerir l'ajuda a causa de la manca d'accions contra la corrupció.
L'agricultura continua dominant l'economia del país, tot i que només el 15% de les terres del país tenen suficient fertilitat i pluviositat per al cultiu, i només el 7% o el 8% de les terres poden ser considerades com excel·lents. El 2006 gairebé el 75% de la població vivia de l'agricultura, front al 80% el 1980. Gairebé meitat de la producció agrícola del país és de subsistència. Els principals conreus són el te, llegums, blat de moro i cafè.